# Alzoniella slovenica
Alzoniella slovenica is een slakkensoort uit de familie van de Hydrobiidae. De wetenschappelijke naam van de soort is voor het eerst geldig gepubliceerd in 1964 door Ložek & Brtek.